# Stanisław Stachiewicz
Stanisław Zygmunt Stachiewicz (ur. 1869 w Tarnopolu, zm. 17 września 1917 w Sanoku) – polski urzędnik.

## Życiorys

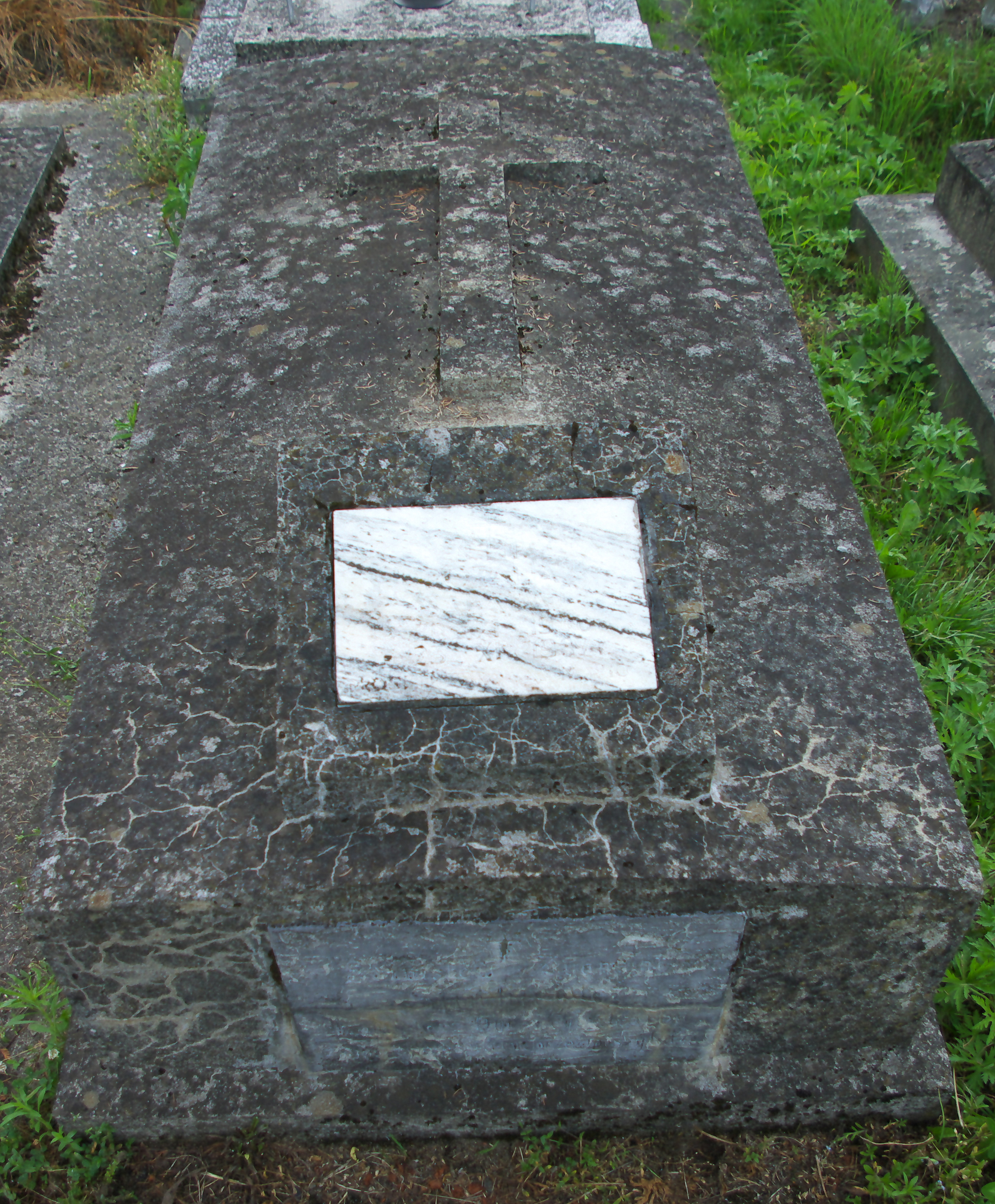
Nagrobek Stanisława Stachiewicza

Urodził się w 1869 w Tarnopolu. Uczył się w C. K. Wyższym Gimnazjum w Tarnopolu, gdzie w 1887 ukończył VII klasę (w jego klasie był m.in. Michał Sternschuss).
W okresie zaboru austriackiego w ramach autonomii galicyjskiej przez przeszło 1 rok służył w C. K. Armii. Od 6 listopada 1893 pracował w c. k. służbie cywilnej. Był zatrudniony w charakterze praktykanta konceptowego od około 1894 w C. K. Dyrekcji Okręgu Skarbowych w Stanisławowie, od około 1895 w C. K. Dyrekcji Okręgu Skarbowych w Brodach, od około 1896 w C. K. Dyrekcji Okręgu Skarbowych w Rzeszowie, gdzie od około 1898 do około 1902 był koncepistą. Równolegle, około 1900/1901 był protokolistą w C. K. Sądzie Powiatowym dla Spraw Dochodów Skarbowych w Rzeszowie. Od około 1902 był koncepistą w C. K. Dyrekcji Okręgu Skarbowych w Tarnowie, a po awansie z 26 czerwca 1903 na komisarza skarbu, do około 1909 komisarzem skarbu. Jednocześnie był zastępcą asesora w C. K. Sądzie Powiatowym dla Spraw Dochodów Skarbowych w Tarnowie, a od około 1905 asesora. Od około 1909 co najmniej do 1914 był komisarzem skarbu w C. K. Dyrekcji Okręgu Skarbowych w Czortkowie. Według stanu z 1914 był zweryfikowany wśród galicyjskich komisarzy skarbu z lokatą 1.
Zmarł 17 września 1917 w Sanoku. Został pochowany na cmentarzu przy ul. Rymanowskiej w Sanoku.

## Odznaczenia
austro-węgierskie
- Brązowy Medal Jubileuszowy Pamiątkowy dla Sił Zbrojnych i Żandarmerii (przed 1912)[29][1]
- Medal Jubileuszowy Pamiątkowy dla Cywilnych Funkcjonariuszów Państwowych (przed 1912)[29][1]
- Krzyż Jubileuszowy dla Cywilnych Funkcjonariuszów Państwowych (przed 1912)[29][1]